# Invalidekirken
Invalidekirken (fransk:  La cathédrale Saint-Louis-des-Invalides) er en kirke beliggende i Paris, Frankrig.
48°51′18″N 2°18′45″Ø / 48.85500°N 2.31250°Ø
I kirken er begravet en række af Frankrigs krigshelte og militærpersoner, herunder Napoleon 1. af Frankrig.
Kirken, der er opført fra 1680 til 1693 efter tegninger af Jules Hardouin-Mansart, er en del af et større bygningskompleks, Les Invalides, der blev bygget af Ludvig XIV i 1670'erne som et hjem for ældre og syge soldater.
- Wikimedia Commons har flere filer relateret til Invalidekirken